# Heinz Birch
Heinz Birch (* 9. März 1927 in Dessau; † 24. November 2024) war ein Diplomat der DDR, der in Peking erste Aufgaben als Attaché übernahm und später nach Mitarbeit in verschiedenen Abteilungen des DDR-Außenministeriums die DDR-Botschaften in London, Neu Delhi und in Ottawa leitete. Mit der deutschen Wiedervereinigung zum 3. Oktober 1990 wurde er in den Vorruhestand versetzt.

## Leben
Heinz Birch besuchte von 1933 bis 1937 die Vier-Klassen-Knabenmittelschule in Dessau und von 1941 bis 1943 die Handelslehranstalt Dessau mit Abschluss der Mittleren Reife. Danach begann er eine Lehre als Technischer Kaufmann bis zur Einberufung zum Reichsarbeitsdienst und anschließender Einziehung zum Dienst in der Wehrmacht in das Pionierbataillon 4 in Magdeburg. Im Mai 1945 geriet er in Kriegsgefangenschaft und wurde im August entlassen. Die Kaufmannslehre konnte er wegen der Zerstörung des Betriebes nicht fortsetzen, deshalb wechselte Birch zu einer Ausbildung als Kfz-Handwerker und ließ sich zum Modellschlosser umschulen. Ab September 1945 begann er ein Studium an der ABF Halle, dann absolvierte er von 1952 bis 1955 ein Studium Völkerrecht und Internationale Beziehungen in der Deutschen Akademie für Staats- und Rechtswissenschaft in Potsdam-Babelsberg.
Mitte der 1950er Jahre begann Birchs diplomatische Laufbahn, zunächst als Protokoll-Mitarbeiter im MfAA (1955–1957). Danach wurde er zum Attaché und 3. Sekretär an der DDR-Botschaft in der VR China berufen (1957–1961). Zwei Jahre lang war Birch dann Mitarbeiter der Protokoll-Abteilung im ZK der SED (1962–1964). Im ZK wechselte er dann als Mitarbeiter in die Abteilung für internationale Verbindungen, wo er zehn Jahre tätig war (1965–1975).
1976/1977 war er Gesandter an der DDR-Botschaft in London. Erwähnenswert ist, dass sich Birch hier erfolgreich – zusammen mit Kommunisten und Journalisten aus England – für die Anbringung einer Gedenktafel im Ort Eastbourne einsetzte, die an Aufenthalte von Friedrich Engels erinnert.
Nachdem die Republik Indien die DDR diplomatisch anerkannt hatte, übertrug die DDR-Regierung Heinz Birch 1978 das Amt des Außerordentlichen und Bevollmächtigten Botschafters in Indien, das er bis zum 30. August 1984 innehatte.
Von 1984 bis 1987 war Birch Stellvertreter des Leiters der Abteilung USA-Kanada-Japan-Australien-Neuseeland im DDR-Außenministerium.
Nachdem im Jahr 1988 die erste DDR-Botschaft in Kanada eröffnete, wurde Birch zu deren Leiter berufen, am 10. Januar überreichte er dem Kanadischen Staatsoberhaupt seine Akkreditierungsurkunde. Mit der deutschen Wiedervereinigung und der Auflösung der DDR-Botschaft wurde Birch im Oktober 1990 in den Vorruhestand versetzt und war seit 1992 Rentner.
Heinz Birch war seit 1953 verheiratet, das Paar hatte zwei Töchter und weitere Nachkommen.

## Veröffentlichungen
- Wiedersehen. Ich gehe in die Fremde. Verlag Rohnstock, Biografien, 2017.
- Heinz Birch erzählt. Erfahrungen eines gestandenen Botschafters, 4 Fortsetzungen; 2014; Magazin Rotfuchs
- Rohnstock Biografien: Geschichten übers Altwerden (E-Book), „Digitaler Erzählsalon Altenpflege vom 4. August 2020“, sieben Personen erzählen. Auf youtube.com; darunter Heinz Birch zwischen Minute 40:24 und Stunde 1:05:03 . Ein Beitrag zu 30 Jahre Deutsche Einheit.